# Perralderia
Perralderia là một chi thực vật có hoa trong họ Cúc (Asteraceae).

## Loài
Chi Perralderia gồm các loài: